# Imre Boda
Imre Boda (ur. 10 października 1961 w Szolnoku) – węgierski piłkarz występujący na pozycji napastnika, reprezentant kraju, król strzelców Alpha Ethniki w sezonie 1988/1989.

## Życiorys
Seniorską karierę rozpoczynał w MTK-VM. W NB I zadebiutował 8 marca 1980 roku w wygranym 1:0 spotkaniu z Pécsi MSC, w którym zdobył również bramkę. W sezonie 1981/1982 był zawodnikiem Honvéd Szabó Lajos SE, następnie wrócił do MTK. Z klubem tym zdobył w sezonie 1986/1987 mistrzostwo Węgier. 15 października 1986 roku zadebiutował w reprezentacji w przegranym 0:1 meczu z Holandią w ramach eliminacji do Mistrzostw Europy 1988. W rundzie wiosennej sezonu 1987/1988 był piłkarzem Vasasu. W 1988 roku przeszedł do greckiego Olympiakosu Wolos. W Alpha Ethniki zadebiutował 11 września 1988 roku w wygranym 2:1 spotkaniu z Panathinaikosem, w którym zdobył także bramkę. W sezonie 1988/1989 zdobył 20 bramek w lidze, dzięki czemu został królem strzelców Alpha Ethniki. W latach 1990–1992 grał na wypożyczeniu w OFI, następnie wrócił do Olympiakosu. W 1993 roku wrócił na Węgry, wiążąc się umową z BVSC. Na dalszym etapie kariery występował w Malév SC i Soroksári TE.

## Statystyki ligowe
| Sezon         | Klub                  | Liga          | Mecze | Gole |
| ------------- | --------------------- | ------------- | ----- | ---- |
| 1979/1980 (w) | MTK-VM SK             | NB I          | 15    | 6    |
| 1980/1981     | MTK-VM SK             | NB I          | 21    | 4    |
| 1981/1982     | Honvéd Szabó Lajos SE | NB II         | 23    | 5    |
| 1982/1983     | MTK-VM SK             | NB I          | 24    | 6    |
| 1983/1984     | MTK-VM SK             | NB I          | 26    | 5    |
| 1984/1985     | MTK-VM SK             | NB I          | 28    | 12   |
| 1985/1986     | MTK-VM SK             | NB I          | 29    | 13   |
| 1986/1987     | MTK-VM SK             | NB I          | 26    | 8    |
| 1987/1988 (j) | MTK-VM SK             | NB I          | 7     | 2    |
| 1987/1988 (w) | Vasas SC              | NB I          | 14    | 2    |
| 1988/1989     | Olympiakos Wolos      | Alpha Ethniki | 28    | 20   |
| 1989/1990     | Olympiakos Wolos      | Alpha Ethniki | 15    | 10   |
| 1990/1991     | OFI Kreta             | Alpha Ethniki | 20    | 4    |
| 1991/1992     | OFI Kreta             | Alpha Ethniki | 4     | 0    |
| 1993/1994     | Budapesti VSC-Dreher  | NB I          | 7     | 0    |
| 1995/1996 (j) | Malév SC              | NB III        | 6     | 8    |
| 1995/1996 (w) | Soroksári TE          | NB III        | 13    | 14   |